# Leroy Van Dyke
Leroy Frank Van Dyke (Spring Fork, 4 ottobre 1929) è un cantante e chitarrista statunitense di musica country, conosciuto principalmente per aver inciso e interpretato le canzoni The Auctioneer e Walk On By.

## Biografia
Van Dyke nasce a Spring Fork nel Missouri il 4 ottobre 1929. Durante la sua giovinezza lavora nella fattoria del padre e nella ditta di trasporti su camion della famiglia. Studia e si laurea all'Università del Missouri in due specializzazioni, zootecnica e giornalismo, ottenendo il suo Bachelor of Science in agricoltura.
Dopo gli studi si arruola nell'United States Armed Forces e partecipa alla guerra di Corea,
durante la quale, nel tempo libero, inizia a studiare chitarra con l'obbiettivo di intraprendere una carriera da cantante. Terminata la guerra frequenta una  scuola per banditori d'asta a Decatur in Illinois, per poi lavorare come venditore di bestiame e di campi coltivati, e inizia a scrivere canzoni per partecipare ad alcuni concorsi canori sia in televisione che in radio, riuscendo con i suoi brani anche e vincerne qualcuno. La fama arriva nel 1956, anno in cui scrive, in collaborazione con Buddy Black, la canzone The Auctioneer, che gli vale il suo primo contratto di registrazione con la Dot Records, e la conseguente vendita di due milioni e mezzo di dischi. Qualche anno dopo, nel 1961, riesce ad ottenere un contratto con la Mercury Records, con la quale incide i suoi primi album, tra i quali Walk On By contenente l'omonima canzone e Songs for Mom and Dad. Il suo primo album, Walk On By, si posiziona al primo posto della Hot Country Songs per diciannove settimane consecutive e al quinto posto della Billboard Hot 100 per tre settimane, vendendo circa un milione e mezzo di copie. Nel 1965 firma un contratto con la Warner Bros. Records, con la quale incide due album: The Leroy Van Dyke Show e Country Hits.
Durante la sua carriera ha registrato oltre 500 canzoni, entrando più volte nelle prime posizioni delle classifiche dedicate alla musica country. Tra i singoli pubblicati durante la sua carriera troviamo If a Woman Answers (Hang Up the Phone), Black Cloud, Anne of a Thousand Days, Roses from a Stranger, Louisville, Crack in My World, An Old Love Affair, Now Showing, I'd Rather Be Wantin' Love e Texas Tea.

## Discografia
- 1962 – Walk On By
- 1962 – Movin' Van Dyke
- 1963 – The Great Hits
- 1964 – Songs for Mom and Dad
- 1964 – At the Trade Winds
- 1965 – Out of Love
- 1965 – Walk On By
- 1965 – The Leroy Van Dyke Show
- 1966 – Country Hits
- 1966 – Movin
- 1966 – Auctioneer
- 1967 – Have a Party
- 1967 – What Am I Bid
- 1968 – Lonesome Is
- 1969 – Greatest Hits
- 1969 – Just a Closer Walk with Thee
- 1969 – I've Never Been Loved Before
- 1972 – Greatest Hits
- 1973 – Golden Hits
- 1975 – Just for You
- 1977 – Gospel Greats
- 1978 – Rock Relics
- 1982 – Cross Section
- 1983 – Audiograph Live